# 大刺麗塔鯰
大刺麗塔鯰，為輻鰭魚綱鯰形目鱨科的其中一種，為亞熱帶淡水魚類，分布於亞洲印度河流域，體長可達26.3公分，棲息在底層水域，生活習性不明。